# Élections générales brésiliennes de 2018

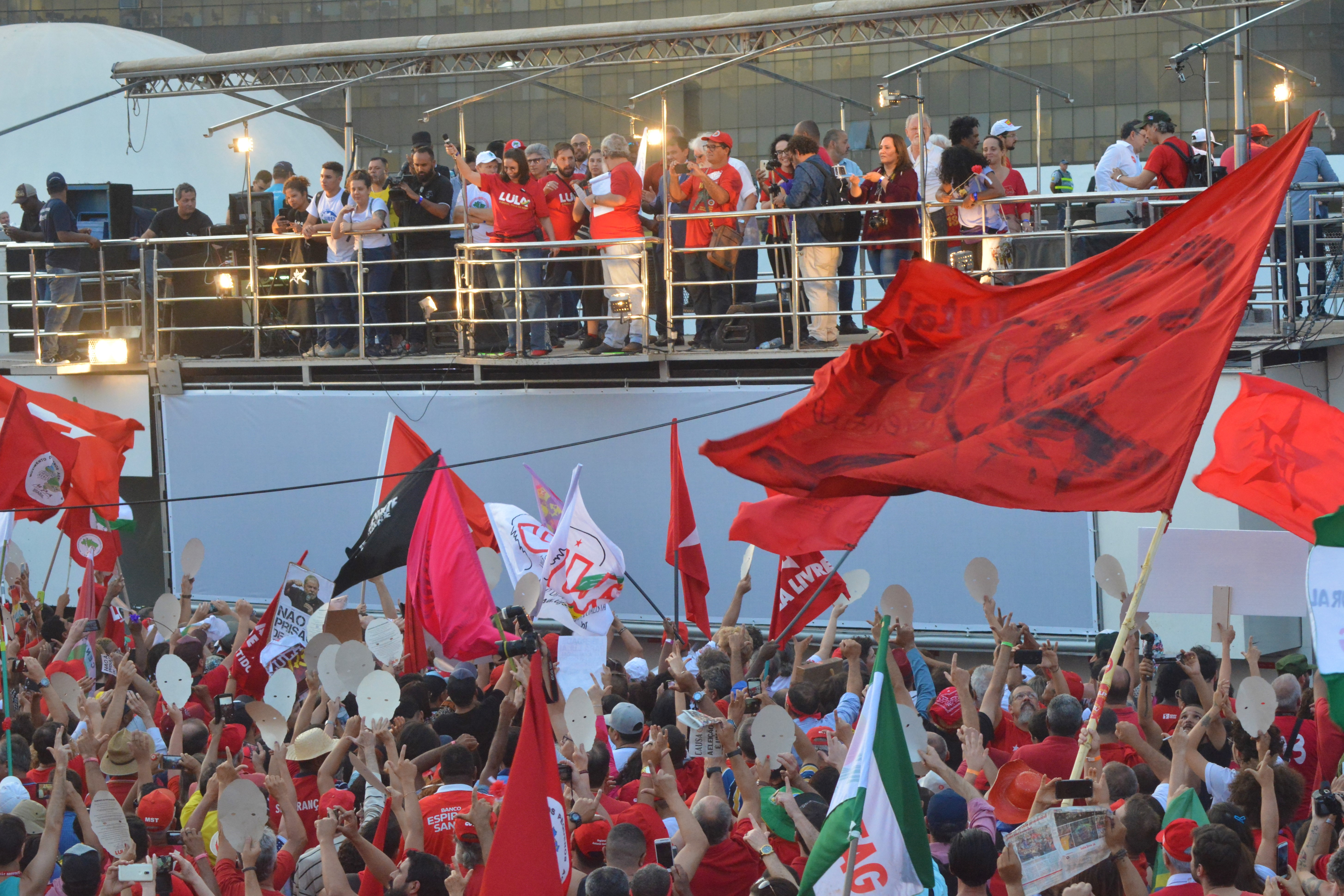
Enregistrement de la candidature de Lula.

Les élections générales brésiliennes ont lieu les 7 et 28 octobre 2018. Les Brésiliens votent pour élire :
- le président de la République et son vice-président ;
- l'intégralité de la Chambre des députés et les deux tiers du Sénat ;
- les gouverneurs et assemblées législatives des 26 États et de la capitale.